# Penelope montagnii
Penelope montagnii là một loài chim trong họ Cracidae.